# 도고 마사미치

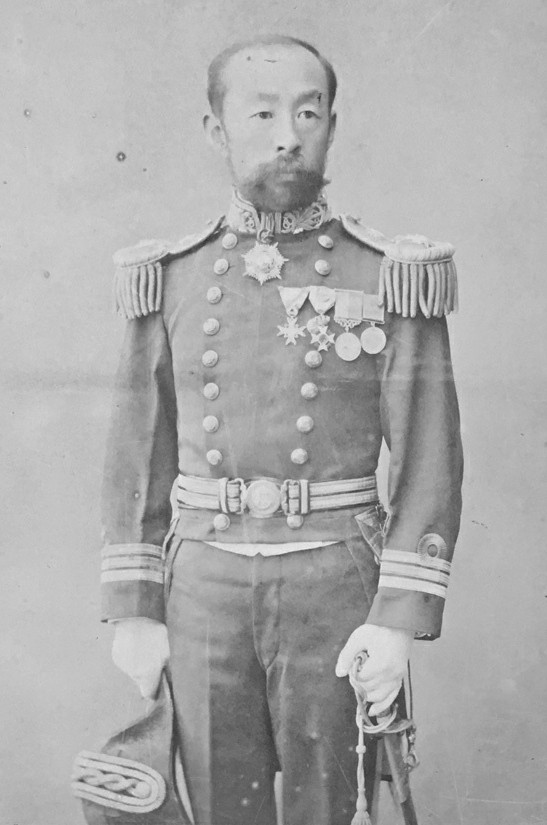
도고 마사미치

도고 마사미치(東郷正路)는 메이지 시대에 활약한 해군 군인으로, 최종 계급은 해군 중장이다. 청일 전쟁과 러일 전쟁에서의 활약 그리고 교육자 및 지도자로서의 공적이 큰 인물이다. 그의 생애는 일본 근대 해군 발전사와 함께하였다.